# Chandrashekhar Agashe
Chandrashekhar Agashe (în Marathi: चंद्रशेखर आगाशे; IAST: Candraśekhara Āgāśe; n. 14 februarie 1888, Bhor⁠(d), India Britanică, India – d. 9 iunie 1956, Pune, statul Bombay⁠(d), India) a fost un industriaș și avocat indian, cel mai bine amintit ca fiind fondatorul Brihan Maharashtra Sugar Syndicate Ltd. A funcționat ca director general al companiei de la înființarea sa în 1934 până la moartea sa în 1956.